# Monte Bondone
Le monte Bondone est une montagne des Alpes située dans la province autonome de Trente, dans le Nord de l'Italie.

## Sports

### Cyclisme
Le monte Bondone est occasionnellement grimpé à l’occasion du Tour d'Italie. La route qui approche au plus près du sommet culmine à 1 654 m d'altitude. Plusieurs routes en permettent l’accès.
Voici les coureurs passés en tête de cette difficulté. 
| Édition | Étape                                                 | Passage ou arrivée au sommet | 1er au sommet     | Leader du classement général à l’arrivée de l’étape |
| ------- | ----------------------------------------------------- | ---------------------------- | ----------------- | --------------------------------------------------- |
| 1956    | 19e étape (Merano - Monte Bondone)                    | Arrivée au sommet            | Charly Gaul       | Charly Gaul                                         |
| 1957    | 18e étape (Côme - Trente)                             | Passage en cours d’étape     |                   | Gastone Nencini                                     |
| 1973    | 18e étape (Vérone - Andalo)                           | Passage en cours d'étape     |                   | Eddy Merckx                                         |
| 1978    | 17e étape (Cavalese - Monte Bondone)                  | Arrivée au sommet            | Wladimiro Panizza | Johan De Muynck                                     |
| 2006    | 16e étape (Rovato - Monte Bondone)                    | Arrivée au sommet            | Ivan Basso        | Ivan Basso                                          |
| 2020    | 17e étape (Bassano del Grappa - Madonna di Campiglio) | Passage en cours d'étape     | Ruben Guerreiro   | João Almeida                                        |
| 2023    | 16e étape (Sabbio Chiese - Monte Bondone)             | Arrivée au sommet            | João Almeida      | Geraint Thomas                                      |

La 19e étape du Giro 1956 est une des plus marquantes. Charly Gaul triomphe au monte Bondone après une étape disputée dans des conditions extrêmes (tempête de neige, pluie et froid), contraignant beaucoup de coureurs à l’abandon, y compris celui qui était jusqu’alors le maillot rose, à savoir Pasquale Fornara.